# Вайфер (герцог Аквітанії)
Вайфер або Вайофар (*Waifer, Waiofar, д/н — 768) — герцог Аквітанії у 744/745—768 роках.

## Життєпис
Походив напевне з роду Боггіса. Син Гунальда I, герцога Аквітанії. Після зречення останнього у 744 або 745 році Вайфер стає новим герцогом. Поставив собі за мету повністю здобути самостійність, яку частково втратив батько, визнавши зверхність Піпіна III, короля франків. Було укладено союзи з бретонцями та васконами.
З 752 року почалися збройні сутички з франками. 753 року Вайфер надав притулок Гріфону, який повстав проти свого брата Піпіна III. Втім, тоді справа до війни не дійшла, оскільки Гріфон напередодні від'їзду до Рима раптово помер. Водночас Вайфер, напевне, встановив дружні відносини з Кордовським еміратом, що мав конфлікт з Франкською державою. У 753 або 754 році війська Вайфера атакували франки, що взяли в облогу місто Нарбон у Септиманії, що тоді належала емірату. В результаті франки зазнали невдачі. У відповідь Піпін III сплюндрував область Альбігуа, але змушений був якнайшвидше рушити на північ з огляду на повстання саксів.
У 760 році після завоювання Септиманії, війська франків почали війну проти Вайфера, у якого відняли області Руерг та Тулузу. Таким чином територія герцогства скоротилася до центральної й західної Аквітанії. Водночас було втрачено Васконію, де отаборилися родичі Вайфера.
З кінця 760 року розпочалася повноцінна війна. Спочатку франки сплюндрували області Беррі та Орвень. 761 року армія Аквітанії на чолі з графами Хунібертом Бурзьким та Бландіном Овернським напали на Бургундію, якій завдали значної шкоди. Але Піпін III відтіснив аквітанців, завдавши в Оверні низку поразок. Вайфером було втрачено важливі фортеці Бурбон, Шантелі і Клермон. 762 року ворог захопив Бурж, а потім значну частину області Пуатьє. У відповідь війська Вайфера та союзних васконів вдерлися до Септиманії, але зазнали поразки при Нарбоні.
Спроба Вайфера замиритися з Піпіном III виявилася невдалою. Війська останнього підійшли до Ліможа вже у 763 році. Але Вайфер застосував тактику спаленої землі у міста: там, де не міг втриматися руйнував фортеці та замки. В результаті франки не мали опори у захоплених землях, щоб продовжити кампанію. Тому вже протягом 763 року після відступу Піпіна III аквітанці відновили владу в Лімузені, Пуатьє, Перігорі, а в 764 році — Клермоні та більшій частині Оверна, а незабаром в Тулузі, Руерзі та Альбі до річки Рона. Наприкінці 763 або на початку 764 року було укладено союз з Тассиліоном III, герцогом Баварії.
765 року Вайфер перейшов у наступ, сплюндрувавши околиці Ліона, та вдерся до Бургундії. Втім, біля річки Сона його війська зазнали поразки. Також точилися бої в області Турень. Уже протягом 766 року франки знову захопили Оверні, Пуатьє, Ангулем, Сент, Перігор та Лімож. 765 року підкуплений франками на бік супротивника перейшов стрийко герцога Ремістан, впливовий феодал Оверні та Беррі (втім, за іншими свідченнями, Ремістан відмовився зраджувати, потрапив у полон й був страчений). 767 року було остаточно втрачено аквітанцями Тулузу та весь Лангедок. Протягом всього року франкам вдалося захопити важливі фортеці Кверсі, Лімузена та Перігора.
У 768 році у вирішальній битві біля Гарони Вайфер зазнав нищівної поразки. Але продовжив боротьбу до самої смерті у 768 році. Вайфера було вбито в результаті змови влітку того ж року (вказується дата 2 червня, проте не є підтвердженою), ймовірно, за намовою Піпіна III. Йому спадкував старший син Гунальд II.

## Родина
Дружина — Адель Васконська.
Діти:
- Гунальд, герцог у 768—769 роках
- Луп